# الصحة في أذربيجان

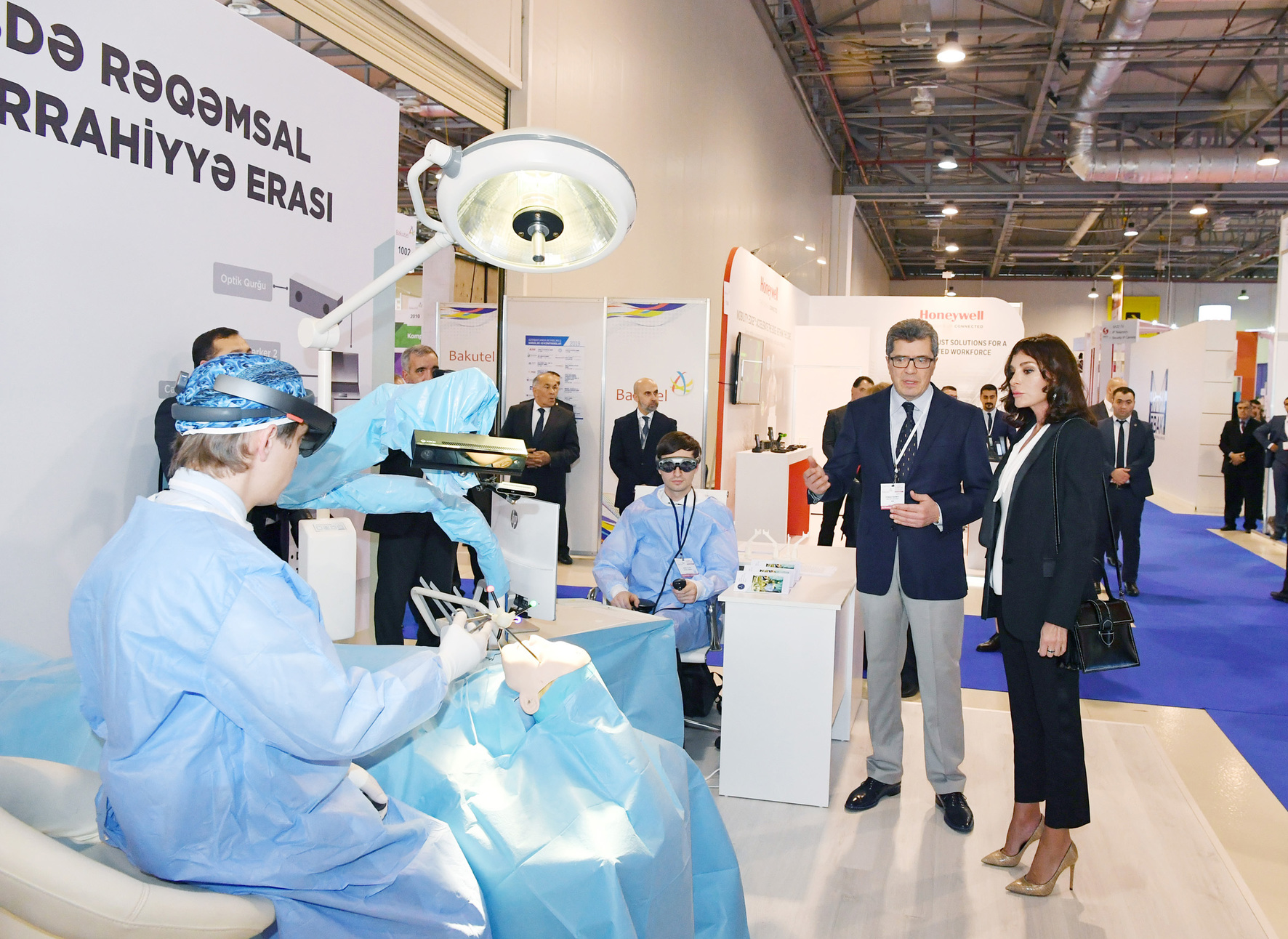
إلهام علييف في معرض "باكوتيل-2018".

لمحة إحصائية عن الوضع الصحي في أذربيجان.

## متوسط العمر المتوقع
متوسط العمر المتوقع للأذربيجانيين هو 72.7 مما يمنح أذربيجان تصنيفًا لمتوسط العمر المتوقع في العالم يبلغ 96 وفقًا لبيانات منظمة الصحة العالمية. متوسط العمر المتوقع عند الولادة في أذربيجان هو 69.6 للذكور و 75.8 للإناث (تقديرات 2016).

## معدلات الخصوبة والوفيات
بلغ معدل الخصوبة الإجمالي 1.9 طفل لكل امرأة (2013). معدل وفيات المواليد 18.2 لكل 1,000 مولود حي (2015), ومعدل وفيات الأمهات 25 لكل 100,000 ولادة حية (2015).